# Feridhoo
Feridhoo is een van de bewoonde eilanden van het Alif Alif-atol behorende tot de Maldiven.

## Demografie
Feridhoo telt (stand maart 2007) 316 vrouwen en 351 mannen.